# Novo Pračno
Novo Pračno falu Horvátországban, Sziszek-Monoszló megyében. Közigazgatásilag Sziszekhez tartozik.

## Fekvése
Sziszek belvárosától 3 km-re délnyugatra, Sziszek közvetlen szomszédságában, a Kulpa jobb partján, a 37-es számú főúttól délre fekszik. Tipikus egyutcás település, melynek házai az észak-déli irányú főutca mentén találhatók.

## Története
A település a legújabbak közé tartozik, csak a 19. században keletkezett. 1773-ban az első katonai felmérés térképén még nyomát sem találjuk és csak a második katonai felmérés térképén tűnik fel. A Pračno név 1328-ban „Pratynis locus” alakban bukkan fel először, ez azonban a Kulpa túloldalán fekvő Staro Pračnora vonatkozik. Novo Pračnonak 1857-ben 198, 1910-ben 581 lakosa volt. A 20. század első éveiben a kilátástalan gazdasági helyzet miatt sokan vándoroltak ki a tengerentúlra. 1918-ban az új szerb-horvát-szlovén állam, majd később Jugoszlávia része lett. A II. világháború idején a Független Horvát Állam része volt. A háború után a béke időszaka köszöntött a településre. Enyhült a szegénység és sok ember talált munkát a közeli városban. A falu 1991. június 25-én a független Horvátország része lett. 2011-ben 452 lakosa volt.

## Népesség
| Lakosság változása | Lakosság változása | Lakosság változása | Lakosság változása | Lakosság változása | Lakosság változása | Lakosság változása | Lakosság változása | Lakosság változása | Lakosság változása | Lakosság változása | Lakosság változása | Lakosság változása | Lakosság változása | Lakosság változása | Lakosság változása |
| ------------------ | ------------------ | ------------------ | ------------------ | ------------------ | ------------------ | ------------------ | ------------------ | ------------------ | ------------------ | ------------------ | ------------------ | ------------------ | ------------------ | ------------------ | ------------------ |
| 1857               | 1869               | 1880               | 1890               | 1900               | 1910               | 1921               | 1931               | 1948               | 1953               | 1961               | 1971               | 1981               | 1991               | 2001               | 2011               |
| 198                | 276                | 392                | 489                | 590                | 581                | 553                | 615                | 489                | 0                  | 0                  | 0                  | 0                  | 0                  | 465                | 452                |

(1953 és  1991 között Sziszek városának része volt.)

## Gazdaság
Ma a település határában található Sziszek város egyik vállalkozói ipari övezete.

## Oktatás
A faluban a sziszeki Ivan Kukuljević alapiskola területi iskolája működik.